# Ferring Kirke

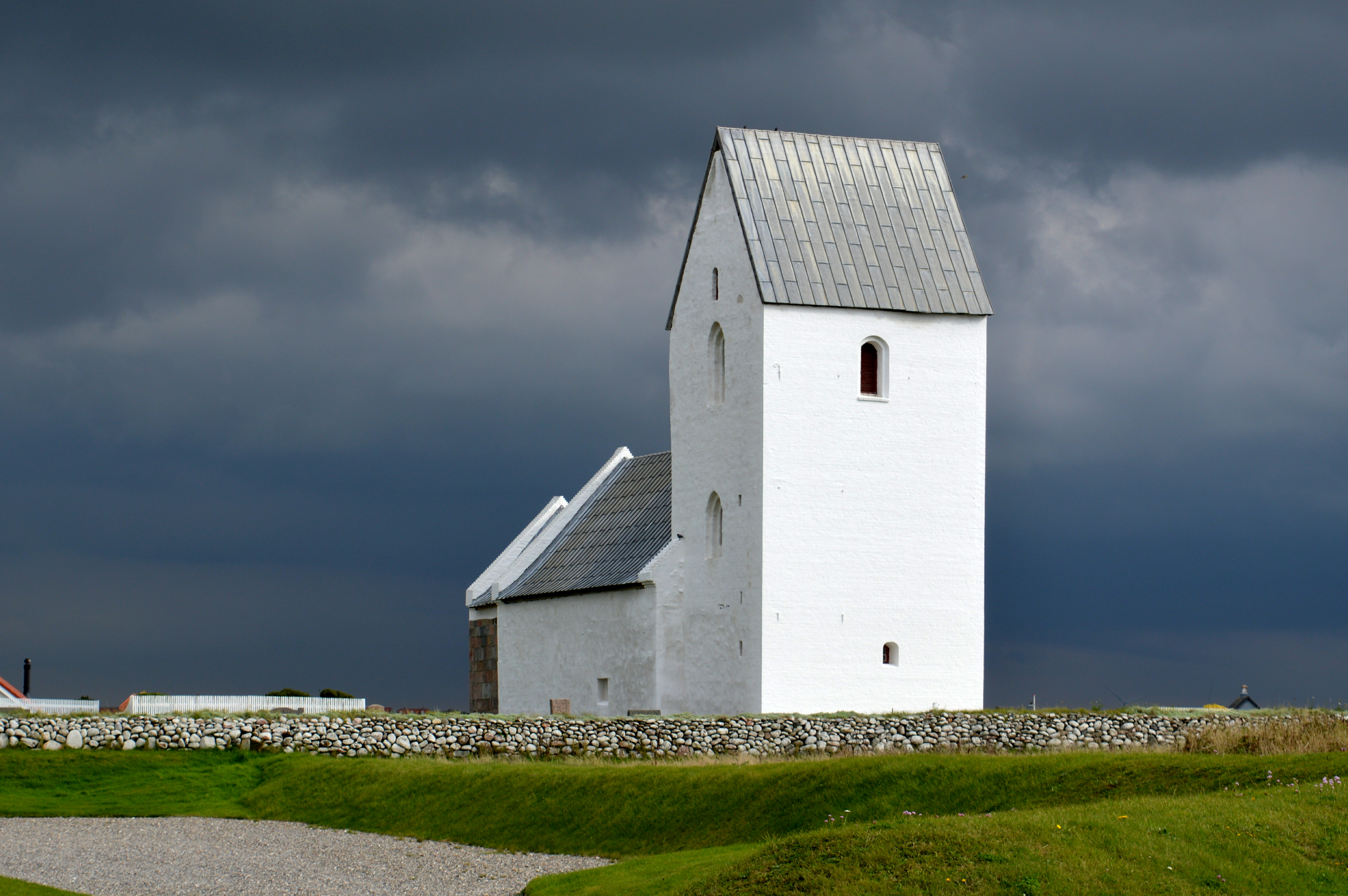
Die Ferring Kirke

Die evangelisch-lutherische Kirche von Ferring (dänisch Ferring Kirke) liegt im Dorf Ferring, ca. 11 km westlich von Lemvig (Region Mitteljütland). Sie gehört zum Bistum Viborg innerhalb der Dänischen Volkskirche.

## Bau und Ausstattung
Altarraum und Kirchenschiff wurden in romanischer Zeit errichtet, der Altarraum aus Granitquadern über einem abgeschrägten Sockel, das Kirchenschiff aus Feldsteinen mit Eckquadern. Die Südtür ist bei Sanierungen verschwunden, die rechteckige Nordtür ist vermauert, aber im Mauerwerk erkennbar. In der Nordwand des Kirchenschiffs befindet sich ein zugemauertes romanisches Fenster, das als Innennische dient. In der Südwand des Chores ist ein Hagioskop zu sehen. Der Glockenturm wurde in spätgotischer Zeit erbaut.

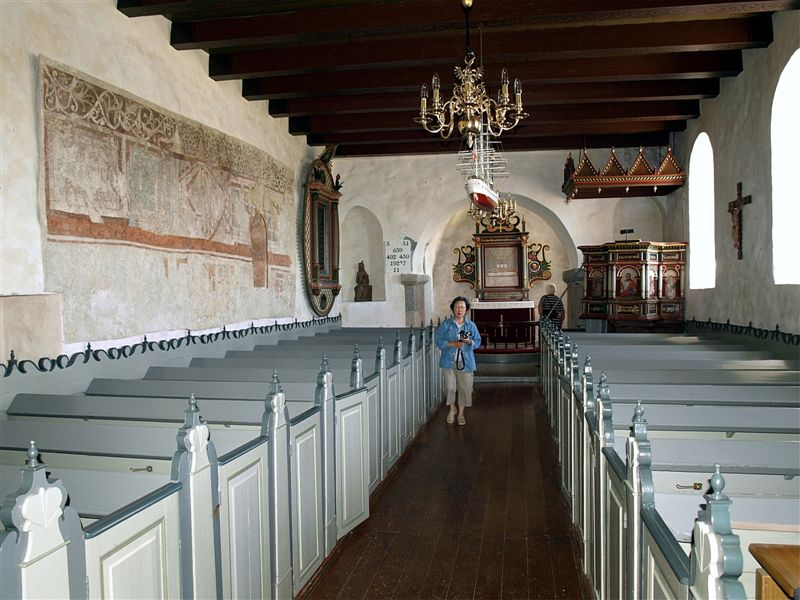
Der Kirchenraum

Der Altarbogen ist mit abgeschrägten Kragenbändern erhalten und von spitzbogigen Seitennischen flankiert. Das Kirchenschiff hat eine flache Balkendecke, der Altarraum ein rippenloses Gewölbe. Das Renaissancealtarbild stammt aus dem Jahr 1638. Die Gemälde der Kanzel wurden 1912 von Poul Steffensen angefertigt (das Gemälde „Christus und der reiche Jüngling“, das sie nicht als Altarbild verwenden durften, ist wahrscheinlich identisch mit dem Gemälde, das sich heute in der Kirche von Åsum befindet). In der Kirche ist ein spätgotisches Kruzifix zu sehen. Im nördlichen Seitenaltar ist eine Marienfigur vom Ende des 13. Jahrhunderts aufgestellt, über der Eingangstür ist eine Christusfigur aufgestellt.
Die Fresken an der Nordwand des Kirchenschiffs wurden 1912–15 von Eigil Rothe freigelegt und 1937 und 1958 von Egmont Otto Lind restauriert. Nach mehreren Versuchen wurde 1969 beschlossen, sie abzunehmen und an der Nordwand anzubringen. Im Chorgewölbe wurden 1985 herzförmige Verzierungen gefunden, die der Lemvig-Gruppe zugeschrieben werden. Sie befanden sich jedoch in einem so schlechten Zustand, dass beschlossen wurde, sie erneut zu tünchen.
An der Nordwand des Kirchenschiffs ist von Westen her im Unterband ein stark beschädigter Fries mit Motiven aus dem Neuen Testament zu erkennen. Die Könige mit Herodes, und Herodes befiehlt den Kindsmord. Der obere Fries ist von Ost nach West zu lesen, zunächst sind die hinteren Körper von Pferden zu sehen, die sich von der Triumphmauer entfernen, vielleicht ist es der Traum der Könige. Möglicherweise hat sich die Passionsgeschichte an der Südwand fortgesetzt, wo Überreste gefunden wurden. Der obere Teil der Nordwand ist mit einer schlanken Verzierung versehen, die an die Schlangenschleuder der Wikingerzeit erinnern könnte. Der Stil des Kreidegemäldes erinnert an englische Buchillustrationen aus den 900er Jahren. Die ockergelben Löwen und die malachitgrünen Blätter zeigen die Farben des Bandes. Die blauen und roten Farben des Hintergrunds sind im Rahmen am besten zu erkennen.

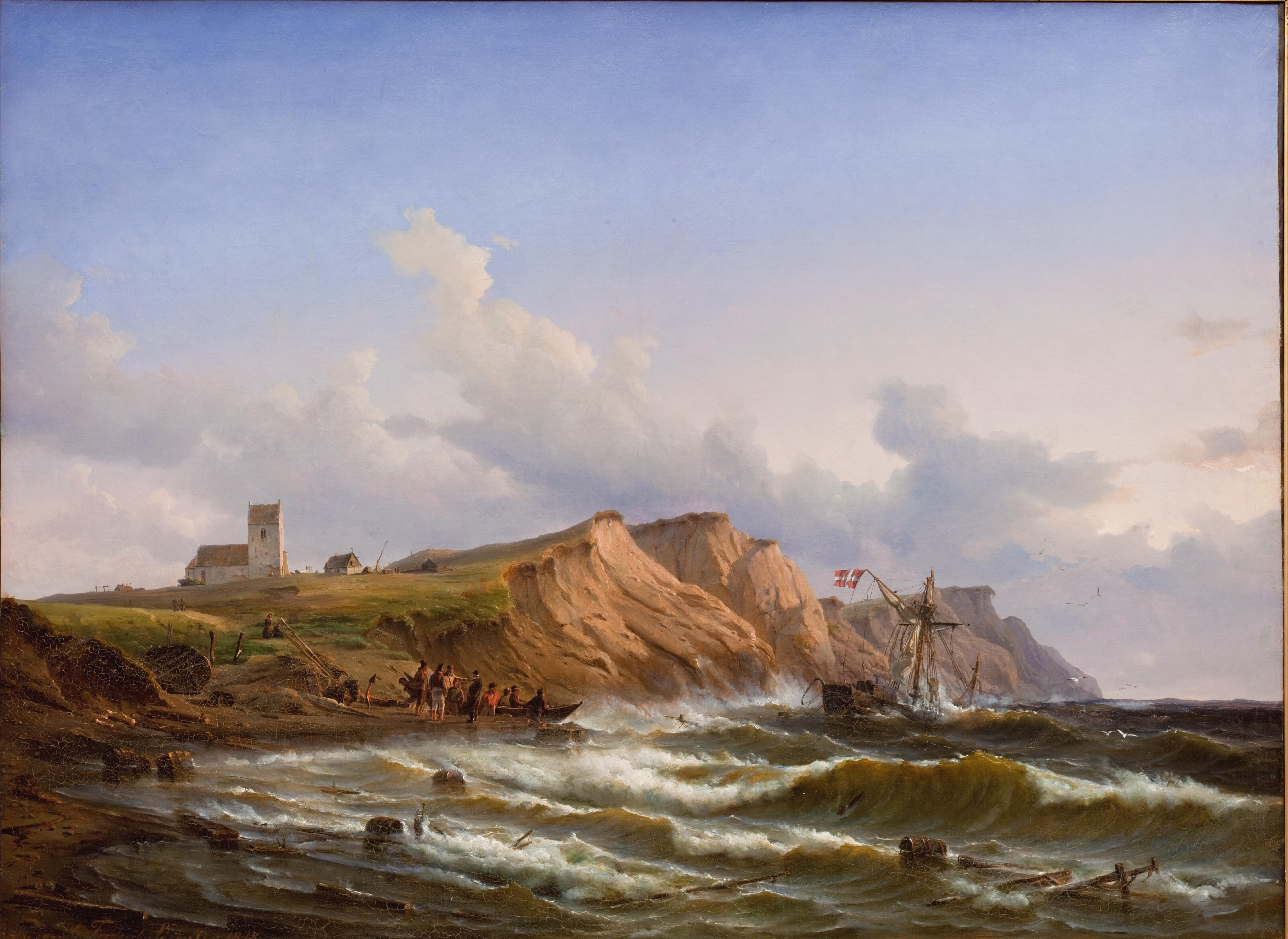
Schiffbruch nach einem Sturm an der Westküste Jütlands vor Ferring Kirke, C.F. Sørensens Gemälde von 1848.

Westlich des Nordfensters befindet sich eine apokryphe Darstellung der Flucht nach Ägypten aus Pseudo-Matthäus, wonach die Heilige Familie in Ägypten ankommt und einen Tempel betritt, um dort zu übernachten. Man sieht Maria mit Kind auf einem Esel und Josef auf dem Weg in einen Tempel. In Pseudo-Matthäus wird beschrieben, wie die Löwen gezähmt wurden, als sie Jesus begegneten. Vielleicht sind die Löwen um den Baum über dem Nordfenster eine Anspielung auf diesen Abschnitt. Der Tempel, den Joseph betritt, ist zugleich Jerusalem, das in einer Darstellung der Versuchungen enthalten ist. Hier sind die erste und zweite Versuchung in einer gleichzeitigen Szene zu sehen, der Teufel sitzt mit Steinen, die Jesus in Brot verwandeln soll. Die zweite Versuchung, bei der der Teufel möchte, dass Jesus sich von den Türmen Jerusalems stürzt, um zu zeigen, dass er fliegen kann, ist ebenfalls in diesem Bild enthalten. Das nächste Bild zeigt die dritte Versuchung, bei der der Teufel Jesus alle Reichtümer der Welt anbietet, doch Jesus wehrt sich und der Teufel liegt hilflos unter einem Baum und beugt sich anklagend über den Versucher. Der Fries endet mit dem Einzug in Jerusalem.
Das romanische Taufbecken aus Granit hat Kelchblätter am Becken und Eckkrallen am quadratischen Sockel.
Die Gräber auf dem Friedhof sind einzeln eingezäunt, was in der Gegend Tradition ist, vermutlich wurde diese Lösung gewählt, weil die Hecken durch den starken Wind zerstört würden. Die Malerin Kristen Bjerre (gestorben 1943) ist auf dem Friedhof begraben.
Die Kirche ist zu sehen in Carl Frederik Sørensen Gemälde Schiffbruch nach einem Sturm an der Westküste Jütlands vor Ferring Kirke aus dem Jahr 1848. Hans Smidths Bild Aus Ferring bei Bovbjerg, auf dem auch die Kirche zu sehen ist, stammt von Anfang der 1880er Jahre.